# Вонток
Вонток (пол. Wątok) — гірська річка в Польщі, у Тарнівському повіті Малопольського воєводства. Права притока Білої, (басейн Балтійського моря).

## Опис
Довжина річки 23,5 км, площа басейну водозбору 84,94 км², найкоротша відстань між витоком і гирлом — 14,23  км, коефіцієнт звивистості річки — 1,66 . Формується притоками, багатьма безіменними струмками та частково каналізована.

## Розташування
Бере початок у селі Залясова на висоті 300 м над рівнем моря (гміна Риглиці). Тече переважно на північний захід через Шиндвальд, Скшишув і на висоті 191,6 м над рівнем моря в місті Тарнів впадає у річку Білу, праву притоку Дунайця.

## Притоки
- Кожень, Вонточек, Струсинка (ліві); Мрозувка (права).

## Цікаві факти
- На річці існують водойми та заплави, які є життєдайним середовищем для річкових риб (свинка, минь, лосось). Якість води належить до 5-го класу.[3]
- Понад річкою проходять туристичні шляхи, позначені на мапі кольорами: зеленим (Скшишув — Завада — Тарнів); червоним (Погурська Воля — Скшишув — Завада — Поремба-Радльна).[4]

## Галерея

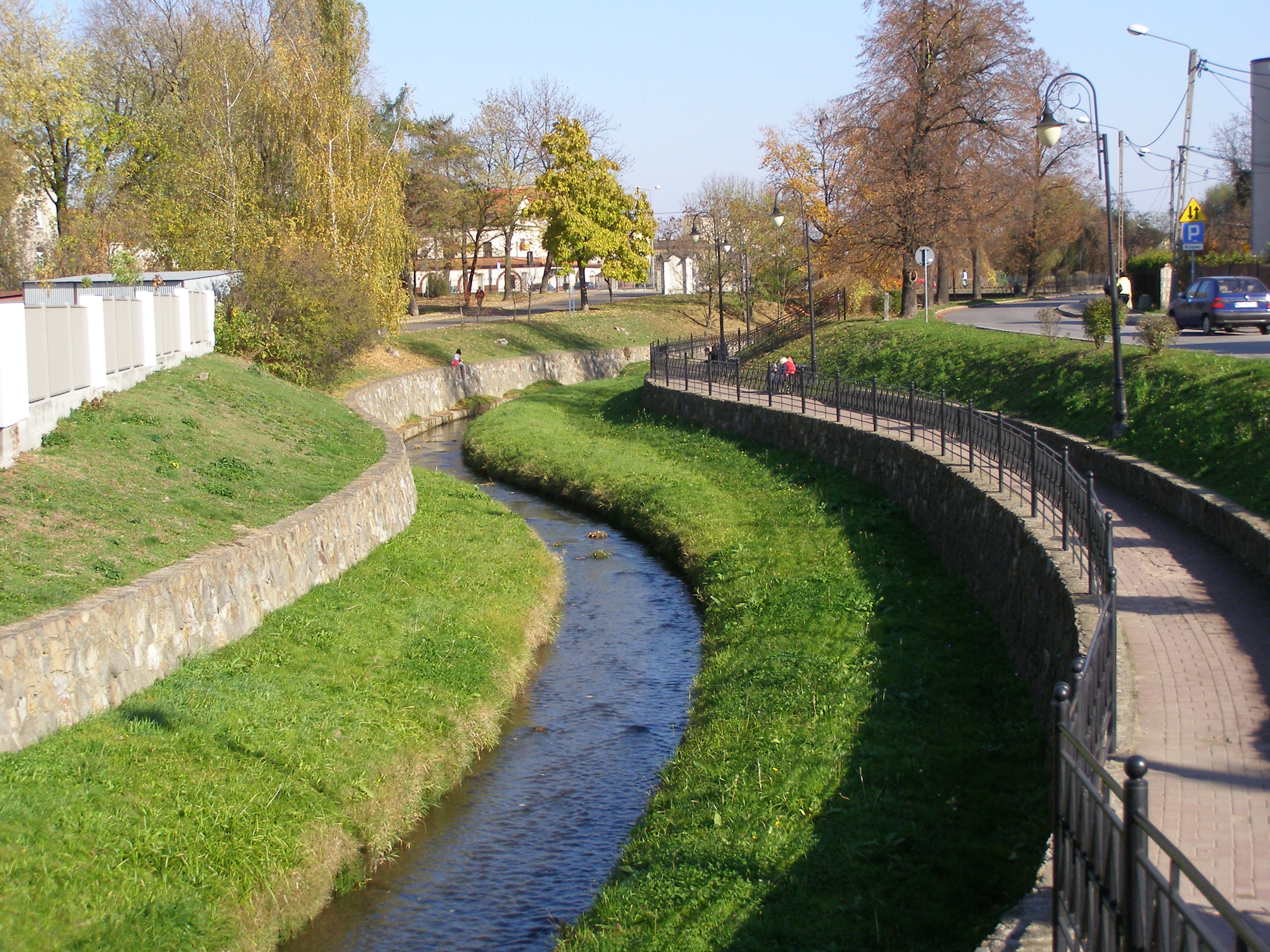
Річка в Тарнові на ділянці, що регулюється на початку 21 століття.
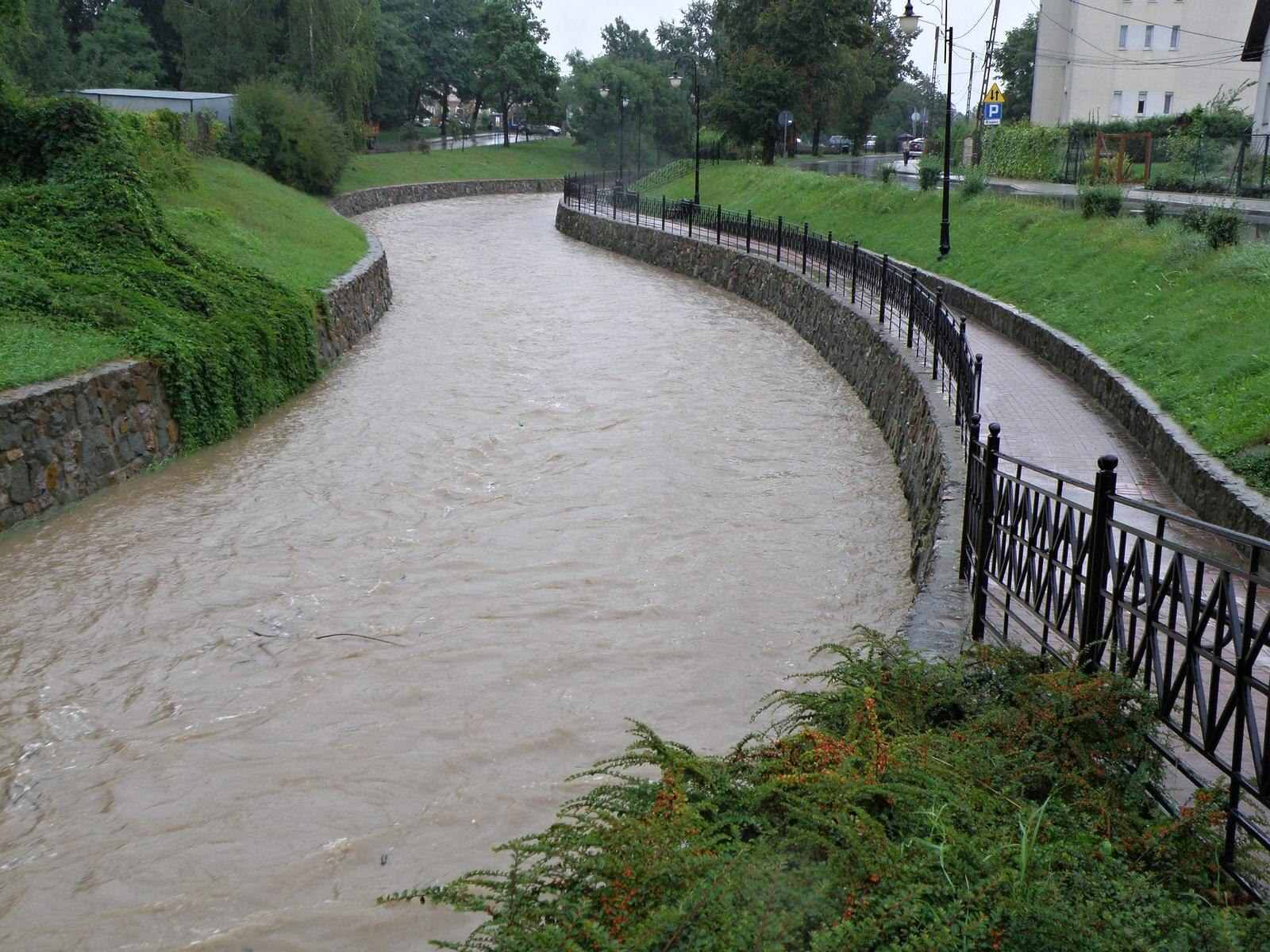
Річка Вонток у Тарнові - високий рівень води
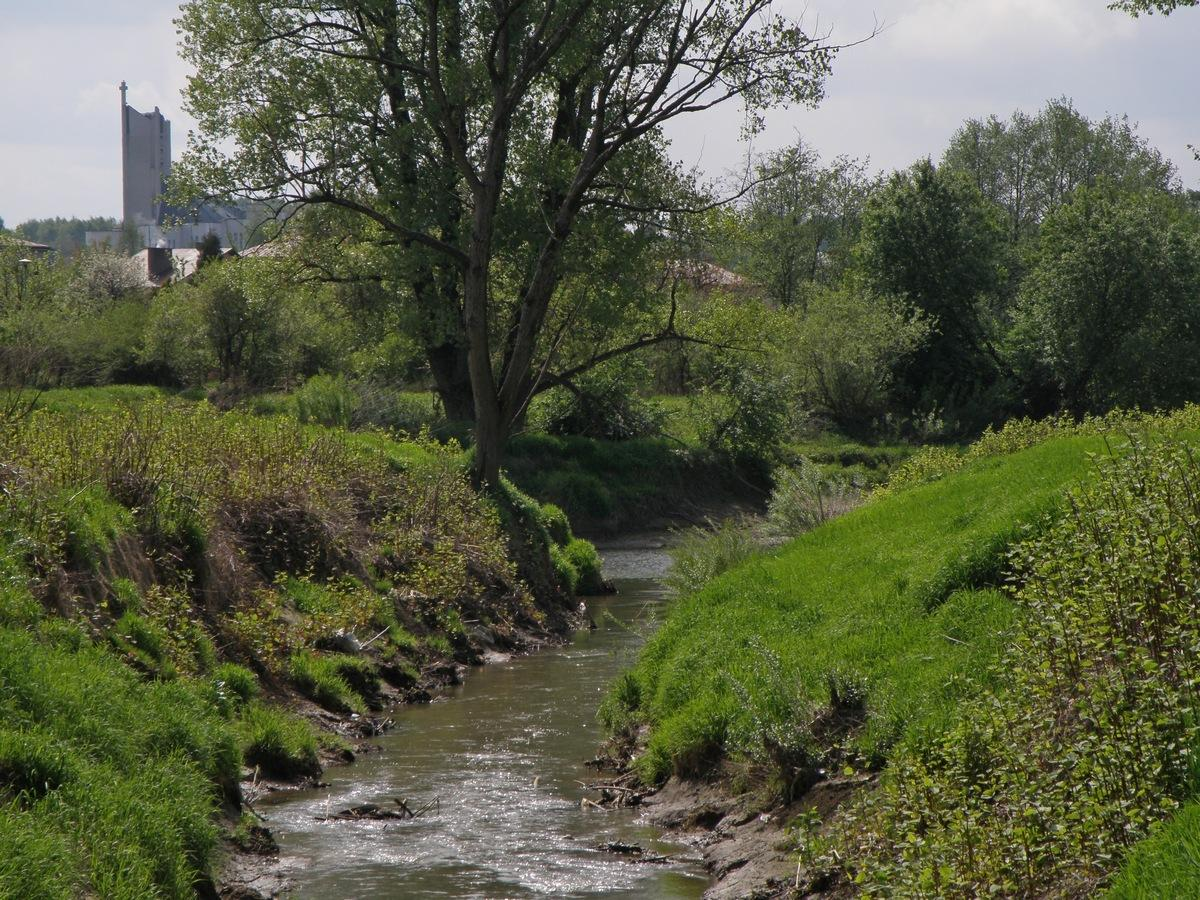
Гирло річки Вонток до річки Біла в Тарнові.
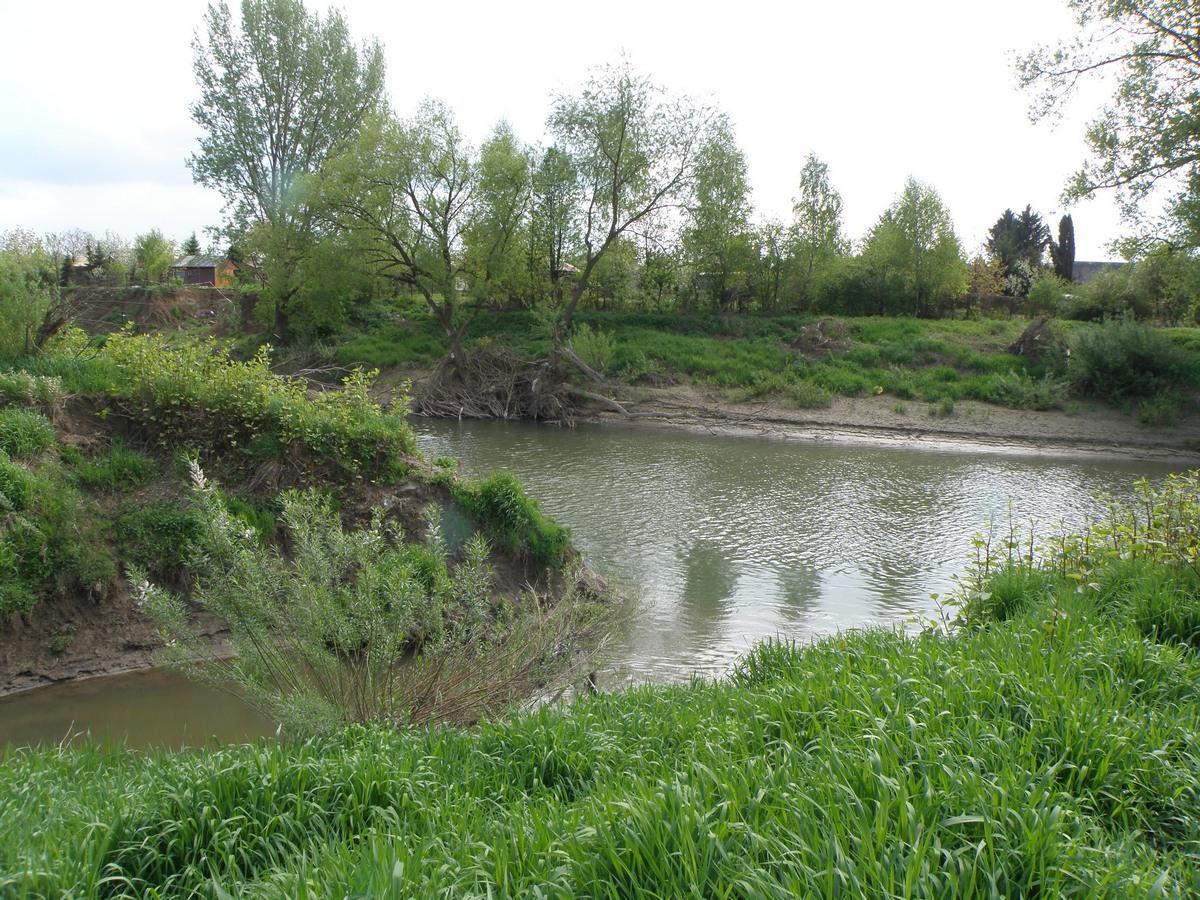
Річка Вонток впадає у річку Білу в Тарнові.